# Tango (musique)
Pour les articles homonymes, voir Tango.
Sous-genres
Tango nuevo, tango-canción
Genres dérivés
Tango-rock, Electrotango
Le tango est un genre musical et une danse de salon argentine et uruguayenne, plus précisément du Río de la Plata, née à la fin du XIXe siècle. Comme forme rythmique, il désigne le plus souvent une mesure à deux ou quatre temps plutôt marquée, mais avec un vaste éventail de tempos et de styles rythmiques très différents selon les époques et les orchestres.
Le tango comme genre musical englobe trois formes musicales rioplatense sur lesquelles se dansent traditionnellement les pas du tango : tangos, milongas et valses. Ainsi, la majorité des orchestres et compositeurs cités dans cet article comme des grandes figures du « tango » sont également des compositeurs et interprètes de milongas et de valses. Le bandonéon, intégré au sein des orchestres de tango, composés majoritairement d'instruments à cordes, est traditionnellement l'instrument phare du tango.
Le genre musical, exporté dans le monde à partir du début du XXe siècle, a fait aussi naître des formes musicales émigrantes. Ses musiques sont très souvent instrumentalisées. Il est inscrit en 2009 sur la Liste représentative du patrimoine culturel immatériel de l'humanité.

## Terminologie
Le terme tango, à l'étymologie incertaine, est originaire de la communauté noire d'Amérique latine issue de l'esclavage, et a connu divers sens au sein de cette communauté au cours des siècles, dont l'un des tout  premiers fut celui-ci : tango, endroit où le négrier parquait les esclaves avant l'embarquement,. Le musicologue et historien argentin, Carlos Vega, explique qu'en 1700, au Mexique, il y avait une danse appelée tango. Bien que cette danse ait été exécutée individuellement, pas en couple.
Le mot tango, pour designer une musique ou une danse, apparaît au Rio de la Plata à partir des années 1850. Toutes les parutions du mot avant cette date font référence a un endroit. Ça signifie que le mot tango est entré deux fois au Rio de la Plata : d'abord, au temps colonial, comme endroit, et après, comme expression artistique. L'apparition de la deuxième signification coïncide avec l'arrivée des compagnies de zarzuela espagnoles qui incluaient des chansons dénommées tango.
Avant 1900 ce genre s'appelait « tango canyengue ». Le mot est d'origine africaine. Les noirs de Buenos Aires le prononcent caniengue et depuis 1900 les Blancs l'écrivent et le prononcent canyengue (avec ye porteña).

## Histoire
Le tango comme genre musical est né, avec la danse du même nom, à Buenos Aires entre 1850 et 1900, d'un mélange de nombreuses formes musicales européennes, de la musique latino-américaine (comme l'habanera) et d'une rythmique africaine (milonga, candombe, murga). Bien que le fondement harmonique du tango soit européen, la rythmique contient en partie encore des modèles africains et latino-américains (comme le rythme Habanera). Les premiers tangos avaient un rythme avec une mesure en 2/4 mais plus tard, vers 1920, le rythme en 4/4 s'impose. Le mode de jeu des orchestres de tango est en partie polyphonique, et réparti de manière égale entre les groupes instrumentaux, si bien que les instruments se relaient dans leur fonction d'instrument rythmique ou comme instrument portant le thème et le contrecanto.
Le tango se répand dans le monde entier son esprit communautaire et, tout en s’adaptant aux évolutions du monde avec le temps. Il est inscrit en 2009 sur la Liste représentative du patrimoine culturel immatériel de l’humanité.

## Développement
Il est impossible de proposer une date exacte de naissance du tango, mais il est généralement admis que le tango vient de la ville de Buenos Aires et ses environs dans la fin du XIXe siècle, La milonga campera existe en Argentine depuis le milieu du XVIIIe siècle, le premier payador dont on se souvient est Santos Vega. Ses origines ont été étudiées et tout indique qu'il est né dans la pampa argentine, avec de influences africaines, surtout du candombe qui se pratiquait dans cette zone là (qui serait semblable à celui qui existe à Buenos Aires) et le malfuf magrebien. On sait que le candombe est pratiqué en Argentine depuis l'arrivée des premiers esclaves et jusqu'à la période contemporaine.
En 1856, un journal argentin emploie par la première fois le terme « tango » en occasion de la représentation de la zarzuela espagnole de Ramón Valladares y Saavedra La choza de Tom. Il ne s'agit pas de ce que nous connaissons aujourd'hui comme « tango argentino » mais du « tango americano », un genre musical espagnol connu depuis le début du XIXe siècle en Espagne. Dix ans après, en 1866, on trouve dans le journal La tribuna de Buenos Aires la réclame du tango La Coqueta de A. Nincinetti, qui serait le premier tango de création local. Il est impossible de savoir quel type de tango il s'agit. Seule la réclame a été trouvée. Probablement c'est un autre tango dans le style de zarzuela. En 1876 un tango-candombe intitulé El Merenguengué, devient très populaire, jusqu'à devenir un grand succès du carnaval afro-argentin de février de cette année-là. Il est joué par une guitare, un violon et une flûte, en plus des tambours traditionnels du candombe afro-argentin (Llamador et Repicador'). Il est sérieusement envisagé que ce contexte ait été l'un des points de départ importants pour la naissance et le développement du tango.
Le premier enregistrement (en partition) existant, La Canguela, d'auteur inconnu, date de 1889 et se trouve au Musée de la Ville de Rosario. D'autre part, le premier tango sur disque serait Ensalada criolla, d'Eduardo García Lalanne, disque Royal Record nº 11.331, de 1902, joué par la Orquesta del Teatro San Martín. Selon Hétor Bates, El Entrerriano (avec l'enregistrement du droit d'auteur en 1911), est sorti en 1896 et imprimé en 1898 : l'auteur Rosendo Mendizábal est issu de la communauté afro-argentine. L'éditeur français Baetz, de retour d'Argentine dépose à Paris aux Editions Universelles les droits d'auteurs sur le tango El Entrerriano en 1897, ce qui suppose que la partition était imprimée à cette date. Les Editions Universelles sont toujours actuellement propriétaires de ces droits.
Avant 1900 à Buenos Aires, on jouait également des tangos tels que : El Queco (auteur anonyme - 1874) ; Señora casera (auteur anonyme - 1880) ; Andate a la recoleta (auteur anonyme - 1880) ; El Porteñito (Gabriel Diez - 1880) ; Tango Nº1 (Jose Machado - 1883) ; Dame la lata (Juan Perez - 1883) ; Que polvo con tanto viento (Pedro M. Quijano - 1890) ; No me tires con la tapa de la olla (auteur anonyme - 1893) ; El Talar (Prudencio Aragon - 1895), Concha sucia (El Negro Casimiro),,. À la transition entre le tango criollo et le tango de la Guardia Vieja, on trouve les enregistrements d'Ángel Villoldo (El choclo (1903), El pimpollo (1904), La vida del carretero (1905) et El negro alegre (1907)), de Gabino Ezeiza (El tango patagones (1905)), et de Higinio Cazón (El taita, 1905).
Selon le souvenir de Viejo Tanguero (un pseudonyme), publiés en 1913, le premier « groupe » de tango était composé de deux afro-argentins, « le Noir », Casimiro Alcorta, au violon et « le Mulâtre », Sinforoso, à la clarinette. Ils donnent de petits concerts à Buenos Aires du début des années 1870 jusqu'au début des années 1890. Le Noir Casimiro est l'auteur de Entrada prohibida (littéralement « Entrée interdite »), signé ensuite par les frères Teisseire, et La Yapa ; de même, on lui attribue le tango Concha sucia, qui a été plus tard modifié et signé par F. Canaro comme Cara Sucia (lit. « visage sale »). Ce duo est probablement l'auteur et interprète de nombreux tangos des débuts maintenant répertoriés comme « anonymes », puisqu'à cette époque la signature des œuvres était moins courante.
En 1910, Vicente Greco utilise par la première fois le nom Orquesta Típica pour appeler un groupe de musiciens de tango. Il s’agissait d'un quatuor de flûte, violon, guitare et bandoneón. Le premier enregistrement d'un tango joué par un orchestre, celui de Vincent Greco, est le disque Columbia T.215, qui inclut Rosendo, de Genaro Vázquez, et Don Juan, écrit par Ernesto Ponzio,. La première analyse sur le tango en Uruguay est réalisée par un témoin important de l'époque : le pianiste uruguayen Alberto Alonso. Selon Enrique Binda, qui donne son point de vue sur ce témoignage, la genèse du tango a eu lieu dans le Grand Buenos Aires,. Pour sa part, l'historien Ricardo García Blaya (Histoire du tango et milonga Buenos Aires:. El Ateneo - Yenny, 2003) fait valoir que le tango est né dans le Rio de la Plata, à Buenos Aires mais aussi dans la région jusqu'à des villes comme Rosario et Montevideo.

## Interprétation

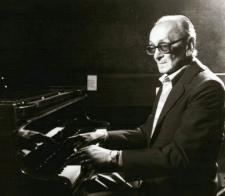
Osvaldo Pugliese, l'un des chefs d'orchestre les plus diffusés en milonga.

Un orchestre de tango typique (les Sexteto tipico) est composé d'un piano, d'une contrebasse, de deux violons et de deux bandonéons. Selon l'orientation musicale, d'autres variations dans le choix des instruments sont possibles, celui-ci s'étendant d'une instrumentation minimale (avec Bandonéon solo) jusqu'à l'âge d'or du Tango (aux alentours de 1940) et ses habituels orchestres géants de 30 musiciens. Le bandonéon reste néanmoins l'instrument typique du tango. Le bandonéon est introduit aux alentours de 1880 par les immigrants et sa sonorité d'instrument à vent fait qu'il a remplacé les parties jouées initialement par la flûte. Le bandonéon dans les parties aiguës sonne comme un violon, ce qui rend le jeu en commun plus aisé. Sa taille relativement modeste permet à l'instrumentiste de le frapper sur un genou, provoquant une augmentation de la pression dans le soufflet aussi brève que marquée, dont l'effet sonore est une pulsation caractéristique.
La technique musicale et l'usage de la sonorité dans l'instrumentation n'étaient pas fixés et purent être développés jusqu'à la virtuosité dans la première moitié du XXe. Le piano fut introduit par Roberto Firpo dans l'orchestre de tango, tandis que la contrebasse devint partie intégrante de l'orchestre de tango grâce à Francisco Canaro. À côté des interprétations purement instrumentales, il existe aussi le tango-cancion où un chanteur ou une chanteuse est accompagné(e) par les instruments. Le chanteur de tango le plus connu est Carlos Gardel.
Avec en particulier Astor Piazzolla, à partir des années 1960, certains compositeurs ont écrit des tangos aux rythmes complexes et changeants, difficiles à danser, plus adaptés à une exécution en concert que pour la milonga. Ainsi, le tango est devenu un genre musical qui ne se rattache plus forcément aux milongas et est alors appelé tango nuevo.
Dans les années 2010, certains groupes intègrent la musique électronique dans le tango, ce qui donne une couleur différente à la musique (voir electrotango).
Montrant la popularité continue de la musique tango, plusieurs stations de radio internationales diffusent aujourd'hui de la musique tango en continu.

## Culture associée
Le tango, c'est aussi un argot associé : le lunfardo, ainsi qu'un cinéma avec des films comme Tangos, l'exil de Gardel et Le Sud de Fernando Solanas.
Le tango est aussi associé à une littérature avec de nombreuses chansons, dont les plus célèbres sont : La cumparsita, El choclo, Adiós muchachos (es), Libertango, A media luz, Caminito (es), Por una Cabeza, et Oblivion. Parmi les auteurs de chansons et de textes du tango, se trouvent : Leopoldo Marechal, Homero Manzi,Celedonio Flores, Evaristo Carriego, Enrique Santos Discépolo, et Julio Sosa.

## Musiciens et groupes

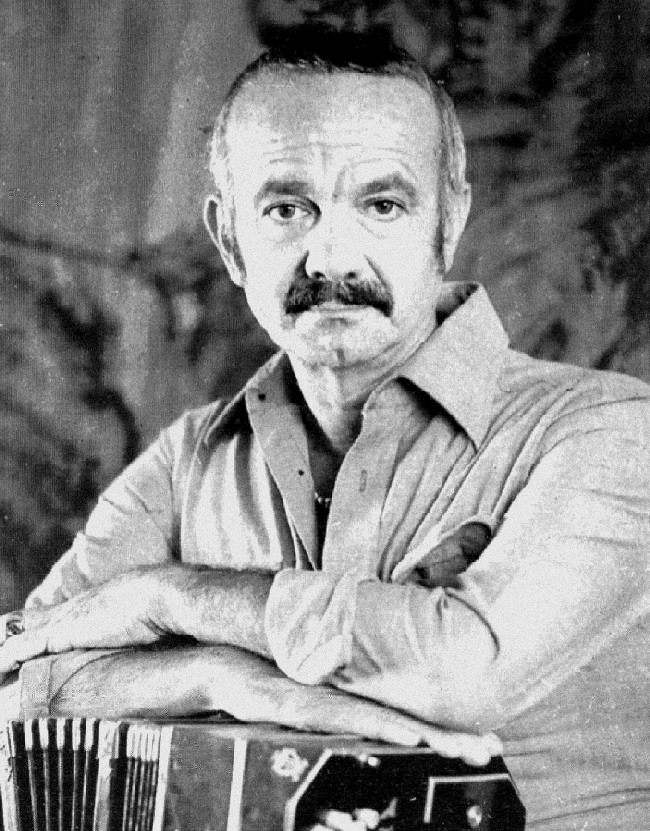
Astor Piazzolla.

Parmi les compositeurs et groupes du genre, on compte : Alfredo de Angelis (es), Juan d'Arienzo, José Basso, Rodolfo Biagi, Miguel Calo, Francisco Canaro, Edgardo Donato, Leopoldo Federico, Los 7 del Tango, Los Astros del Tango, Mario Francini et Armando Pontier, Osvaldo Fresedo, Roberto Firpo, Richard Galliano, Tano Genaro, Pedro Laurenz, José Libertella, Osmar Maderna, Astor Piazzolla, Osvaldo Piro, Adrien Politi, Osvaldo Pugliese, Luis Rizzo, Horacio Salgán, Carlos di Sarli, Florindo Sassone, John Serry Sr., Sexteto Mayor, Sexteto Tango, Ricardo Tanturi, et Aníbal Troilo.
Les groupes contemporains comprennent : Cuarteto Cedrón et Gotan Project. Les chanteurs célèbres sont : Haydée Alba, Eladia Blázquez, Hugo Duval, Francisco Fiorentino, Carlos Gardel, Roberto Goyeneche, Ruben Juarez, Libertad Lamarque, Daniel Melingo, Tita Merello, Rosita Quiroga, Susana Rinaldi, Edmundo Rivero, Julio Sosa, Adriana Varela, et Nelly Vasquez]

## Labels
Les labels notables du tango incluent Columbia, TK devenu Music-hall en 1957, RCA - Victor, Odeon, Tonodisc, Mañana, et Epsa.